# Aerodramus pelewensis
Aerodramus pelewensis (лат.) — вид птиц семейства стрижиных.

## Описание
Маленький стриж с длиной тела 11 см. Относительно короткий хвост умеренно раздвоен. Оперение сверху чёрно-коричневое со светло-коричневым надхвостьем. Горло светлое, подхвостье — тёмное, с отчётливыми полосами, в остальном оперение снизу тускло-серое. Пятна между глазом и клювом отсутствуют, как и перья на лапах.
От других стрижей Микронезии птица отличается более светлым оперением надхвостья. По сравнению с Aerodramus bartschi, у Aerodramus pelewensis более длинные крылья, а оперение более глянцевое сверху и более серое снизу. Кроме того, у Aerodramus bartschi и Aerodramus inquietus хвост менее вильчатый.
Звуковые сигналы данного вида напоминают жужжание насекомых, встречаются и более продолжительные щебетание. Предположительно, данный вид способен к эхолокации..

## Распространение
Вид является эндемиком островной группы Палау, встречается на самых больших ей островах. Площадь ареала составляет 1700 км². Самые крупные стаи можно встретить над горными хребтами и ущельями. Птицы обычно избегают летать над деревьями в глубине леса.
Птицы ведут оседлый образ жизни. Представители данного вида в большом количестве обитают в пределах ареала, их численность остаётся стабильной. В частности, в промежуток с 1949 по 1988 годы существенных изменений не было зафиксировано. Международный союз охраны природы относит Aerodramus pelewensis к видам, находящимся под наименьшей угрозой.

## Питание
Питается летающими насекомыми, в основном активен в вечерних сумерках, когда формирует большие стаи. В маленьких стаях может питаться в течение дня, оставаясь на небольших кормовых участках.

## Размножение
Птицы образуют колонии, которые строят свои гнёзда в пещерах. В частности, активная колония была отмечена в середине октября на острове Малакал. Гнёзда, прикрепленные к верху пещеры, имеют очень плоскую форму и выложены мхом и травой. Ширина гнезда составляет 95 мм, глубина — 35 мм, диаметр чашки — 50 мм. Птицы откладывают только одно яйцо.
Птицы могут откладывать яйца на протяжении пяти лет.

## Систематика
Вид впервые был описан американским биологом Эрнстом Майром в 1935 году. Долгое время данный вид был включён в состав рода саланган Collocalia, название Collocalia pelewensis продолжает оставаться синонимичным. Ранее учёные полагали, что данный вид входит в один таксон с Aerodramus inquietus, Aerodramus bartschi и Aerodramus salangana, позднее его включали в состав Aerodramus bartschi. Реже Aerodramus pelewensis ассоциировали с Aerodramus germani и Aerodramus fuciphagus inexpectatus.
Международный союз орнитологов относит Aerodramus pelewensis к роду Aerodramus семейства стрижиных.